# Franciszek Długosz
Franciszek Długosz (ur. 8 stycznia 1874 w Łanach k. Gliwic, zm. 7 czerwca 1940 w Dachau (KL) – polski ksiądz, radca w parafii Gostomia i Studzionka, działacz niepodległościowy w czasach rozbiorów Polski.

## Życiorys

### Dzieciństwo
Syn Józefa Długosza i Joanny z domu Cogiel. Jego rodzice prowadzili niewielkie gospodarstwo rolne, gdzie Franciszek uczył się uprawy roli i chowu zwierząt. Uczył się również ogrodnictwa i sadownictwa w gospodarstwie swoich dziadków, którym pomagał w wolnych chwilach.

### Edukacja
Szkołę podstawową ukończył w 1888 roku w Woźnikach. Następnie pobierał nauki u ks. Teodora Christopha z Miasteczka Śląskiego, przygotowujące do egzaminu wstępnego do gimnazjum. Zdobywał tam wiedzę z historii i kultury polskiej. W 1889 roku pomyślnie zdał egzaminy i rozpoczął edukację w Gimnazjum w Bytomiu, którą ukończył egzaminem maturalnym w marcu 1895 roku. Miesiąc później rozpoczął studia teologiczne na Uniwersytecie Wrocławskim, gdzie oprócz edukacji teologicznej przygotowywał się do działalności politycznej na rzecz Polski. Wstąpił do Towarzystwa Naukowego Górnośląskich Akademików. Studia teologiczne ukończył w październiku 1898 roku, zaś rok później otrzymał święcenia kapłańskie z rąk księdza kardynała Jerzego Koppa.

## Praca duszpasterska

### Poczdam i Berlin
Po święceniach kapłańskich Kuria skierowała go na tereny Brandenburgii. Pracował tam początkowo w Poczdamie, a od 1901 w znanym Kościele Mariackim w Berlinie. Współpracując z polskimi organizacjami powstającymi w drugiej połowie XIX wieku nabierał tożsamości politycznej. Jego posługa duszpasterska na owych terenach skończyła się po 4 latach.

### Gostomia
W 1905 r. ks. Franciszek został przeniesiony do Gostomi leżącej niedaleko Białej Prudnickiej. Zbudowany był tam kościółek pod wezwaniem Świętych Aniołów Stróżów, który ks. Długosz wyremontował, odnowił i odrestaurował w nim rzeźby i ołtarze. Parafianami Gostomi byli głównie rolnicy, którym Franciszek służył pomocą. Działalność księdza nie sprzyjała władzom niemieckim, dlatego też chcieli go aresztować.

### Studzionka
W 1922 r. ks. Długosz rozpoczął swoją posługę duszpasterską w Studzionce. Dzięki jego staraniom tamtejszemu kościołowi dobudowano wieżę, wyremontowano organy oraz zakupiono 7 witraży i nowy dzwon. Zorganizował on również bibliotekę w Domu Parafialnym oraz za jego sprawą wystawiono 6 sztuk teatralnych o tematyce religijnej. Po wybuchu II wojny światowej księża dostali nakaz odprawiania nabożeństw w języku niemieckim. Jako że proboszcz nie podporządkował się nakazowi, został aresztowany i trafił do obozu w Dachau, gdzie zmarł z wycieńczenia i głodu 7 czerwca 1940. Urna z prochami przechowywana jest na cmentarzu Am Perlacher Forst, w miejscu zwanym Ehrenhain I („Gaj Pamięci nr 1”), w Monachium (odznaczona nr D1780).

## Ordery i odznaczenia
- Srebrny Krzyż Zasługi (15 kwietnia 1929)[2]